# Мартин, Джозеф (журналист)
Джозеф Мартин (англ. Joseph Martin; 9 мая 1915 года — 26 января 1981 года) — американский журналист, бо́льшую часть своей карьеры проработавший в издательстве Daily News. Он являлся соавтором серии репортажей о жестокостях правительства Фульхенсио Батисты на Кубе. Эти работы в 1959 году были отмечены Пулитцеровской премией за международный репортаж.

## Биография
Окончив старшую школу в Куинсе, Джозеф Мартин был вынужден работать подсобным служащим на фабриках и складах из-за тяжёлой экономической ситуации. В 1934 году он присоединился к штату Daily News в качестве рассыльного. Всего на разных должностях он проработал в издании около 46 лет, за исключением трёхлетнего перерыва в течение Второй мировой войны, когда служил в Военно-воздушных силах Армии США. Вернувшись к работе в 1946 году, корреспондент сосредоточился на расследованиях рэкета в сфере строительства жилья для бывших военнослужащих, за что неоднократно получал награды от объединений ветеранов. Позднее наиболее известной его работой стала серия из десяти статей о режиме правительства Фульхенсио Батисты на Кубе. За эти материалы в 1959 году вместе с Филиппом Санторой он получил Пулитцеровскую премию за международный репортаж. В разные годы он был также удостоен награды Силурийского пресс-клуба (1949), премии Джорджа Полка и Университета Лонг-Айленда (1953), Премии первой полосы и Журналистской гильдии Нью-Йорка (1956—1957, 1959). Через год после выхода на пенсию в 1980-м корреспондент скончался в госпитале одной из деревень в окрестностях Кейп-Кода.